# Гиргас, Владимир Фёдорович
 Владимир Фёдорович Гиргас  (1835, Гродно — 1887, Киев) — русский лингвист, профессор-арабист.

## Биография
Происходил из старинного польско-литовского дворянского рода. Родился 1 (13) декабря 1835 года в Гродно.
Учился в 4-й Санкт-Петербургской гимназии, окончив которую в 1854 году, поступил на факультет восточных языков Санкт-Петербургского университета. После окончания в 1858 году курса со степенью кандидата отправился в Париж, где посещал лекции Рено. Изучал арабский язык и литературу. Зимой 1860 года возвратился в Санкт-Петербург, а 31 мая 1861 года был отправлен в научную командировку в Сирию и Египет. В 1864 году вернулся в Санкт-Петербург и в 1865 году был удостоен степени магистра арабской словесности за диссертацию «Права христиан на Востоке по мусульманским законам». В том же году утверждён штатным доцентом по кафедре арабской словесности.
В 1873 году был удостоен степени доктора арабской словесности за диссертацию «Очерк грамматической системы арабов» и в 1874 году утверждён экстраординарным профессором, а в 1878 году ординарным.
В 1886 году уволен по прошению. Скончался в Киеве 18 (30) марта 1887 года.